# Noturus crypticus
Noturus crypticus is een straalvinnige vissensoort uit de familie van de Noord-Amerikaanse katvissen (Ictaluridae). De wetenschappelijke naam van de soort is voor het eerst geldig gepubliceerd in 2005 door Burr, Eisenhour & Grady.